# Microctenochira
Microctenochira is een geslacht van kevers uit de familie bladkevers (Chrysomelidae).
De wetenschappelijke naam van het geslacht werd in 1926 gepubliceerd door Spaeth.

## Soorten
- Microctenochira aciculata (Boheman, 1855)
- Microctenochira brasiliensis Swietojanska & Borowiec, 1999
- Microctenochira chapada Swietojanska & Borowiec, 1995
- Microctenochira danielssoni Borowiec in Swietojanska & Borowiec, 1995
- Microctenochira frieirocostai (Buzzi, 1999)
- Microctenochira jousselini (Boheman, 1855)
- Microctenochira mapiriensis Borowiec, 2002
- Microctenochira obscurata Swietojanska & Borowiec, 1999
- Microctenochira panamensis Swietojanska & Borowiec, 1999